# Institut des relations du Pacifique

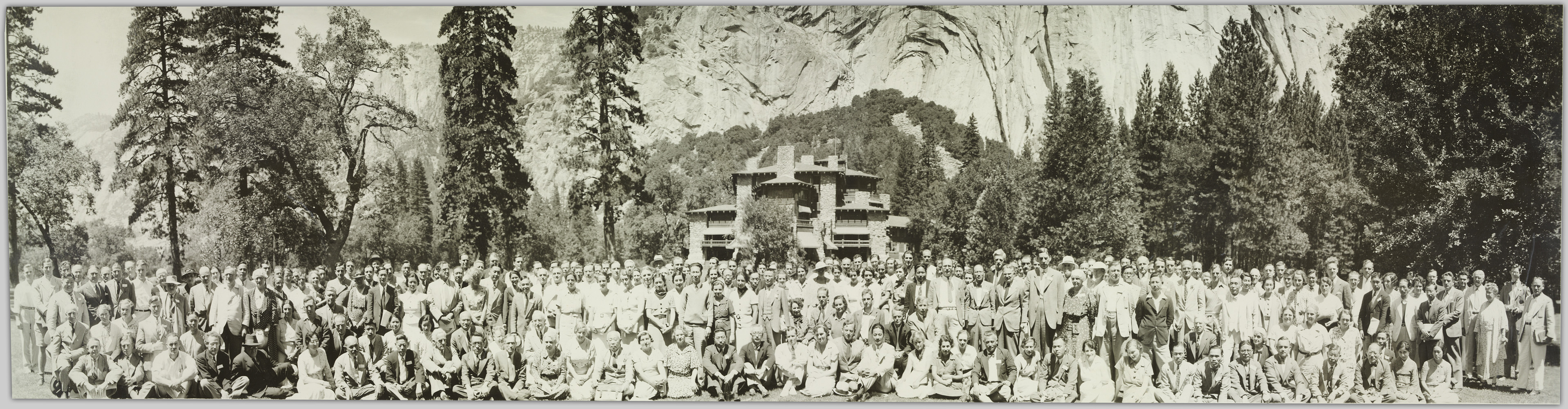

L'Institut des relations du Pacifique (anglais : Institute of Pacific Relations)  était une organisation non gouvernementale internationale créée en 1925 à Hawaï pour fournir un forum de discussion sur les problèmes et les relations entre les nations du littoral du Pacifique. 
Le Secrétariat international, l'organe qui devint au fil des ans le centre de la plupart des activités de l'Institut, s'occupait, par le biais du Conseil du Pacifique, d'administrer le programme à l'échelle internationale. Les différents conseils nationaux étaient responsables de la programmation nationale, régionale et locale. La plupart des participants étaient des membres de l'élite entrepreneuriale et des communautés universitaires dans leurs pays respectifs. Le financement provenait en grande partie des entreprises et des organisations caritatives, en particulier la Fondation Rockefeller. 
Jusqu'au début des années 1930, le siège international de l'Institut était situé à Honolulu. Il fut relocalisé par la suite à New York et le Conseil américain a émergé comme le conseil national dominant. L'institut cessa d'exister en 1960.